# Loge La Paix
Loge La Paix is een vrijmetselaarsloge in Amsterdam. De loge is opgericht in 1756 en valt onder het Grootoosten der Nederlanden.

## Oprichting

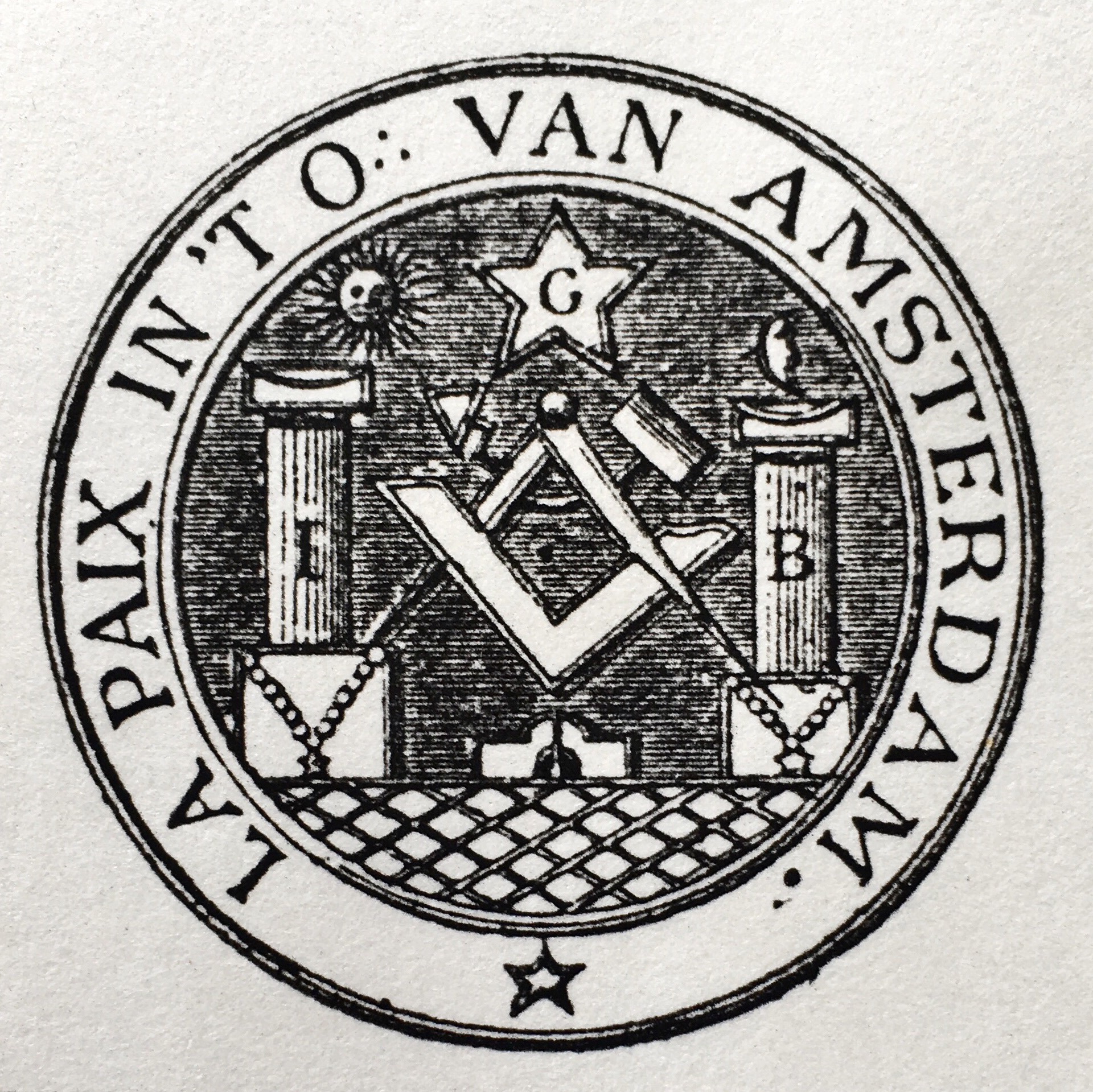
Een ander embleem gebruikt door de loge

De loge werd opgericht op 21 februari 1755. De loge werd geïnstalleerd ten huize van Jacques Guibert in Londen. Zij kreeg daarbij een Engelse constitutiebrief onder de naam ‘Lodge of Peace’, gedateerd 23 september 1756. Hierop worden de namen vermeld van John Durege, John Brouwer en Alexander Pleuren. (Deze namen moeten zijn: Jean Durège, Jan Brouwer en Anthonij Ulrich van Pleuren.) De Nederlandse ratificatie werd verleend in mei 1757. De loge heeft enkele jaren gewerkt onder de naam ‘De Vreede’.
Loge La Paix is een ‘loge fondatrice’; een van de tien loges die hebben deelgenomen aan de verkiezing van een Grootmeester op 26 december 1756 – een gebeurtenis die beschouwd wordt als de oprichting (of het herstel) van de Groote Loge der Zeven Verenigde Nederlanden.
Voor de onderscheidingskleur was aanvankelijk gekozen voor lichtgroen, doch in 1768 voor zeegroen, in 1791 voor groen en wit en in 1800 voor groen.

## Voorzittend Meesters
In onderstaande lijst een overzicht van de Voorzittend Meesters van Loge La Paix gedurende de eerste twee eeuwen van haar bestaan.
| Van  | Tot  | Voorzittend Meester                                  |
| ---- | ---- | ---------------------------------------------------- |
| 1755 | 1771 | Jean Durège                                          |
| 1771 | 1773 | Jacob Wilkens                                        |
| 1773 | 1775 | Jean Kerkhoven                                       |
| 1775 | 1778 | Nicolaas N. Ooms                                     |
| 1779 | 1784 | Wouter Smit                                          |
| 1784 | 1791 | Jan W. Zeegers                                       |
| 1791 | 1801 | Willem Luderus                                       |
| 1801 | 1803 | Christiaan Hagen                                     |
| 1803 | 1805 | François Fokke                                       |
| 1805 | 1825 | Christiaan Hagen                                     |
| 1826 | 1829 | N.J. van der Grijp                                   |
| 1829 | 1836 | Johannes Fabricius                                   |
| 1836 | 1837 | Coenraad van Hulst                                   |
| 1837 | 1839 | (Johan) C.W. Fabricius                               |
| 1839 | 1840 | Coenraad van Hulst                                   |
| 1840 | 1843 | Jan Doekes Lulofs                                    |
| 1843 | 1844 | Gerardus J. Pool                                     |
| 1844 | 1850 | Jan Doekes Lulofs                                    |
| 1850 | 1864 | Pieter Anthonie Oetgens van Waveren Pancras Clifford |
| 1864 | 1865 | Jan C. Wiedebosch                                    |
| 1865 | 1873 | Jan B. Roll                                          |
| 1873 | 1874 | Pieter Anthonie Oetgens van Waveren Pancras Clifford |
| 1874 | 1901 | Isaäc M. Cantor                                      |
| 1901 | 1907 | Philip Cohen Kaz                                     |
| 1907 | 1908 | Gerardus N. van Zegwaart                             |
| 1908 | 1910 | M. van den Brugge                                    |
| 1910 | 1911 | J.C. de Goyer                                        |
| 1911 | 1917 | Levie van Lier                                       |
| 1917 | 1926 | Philip Cohen Kaz                                     |
| 1926 | 1939 | Johan J. Becker Elzinga                              |
| 1939 | 1940 | Piet Vos                                             |
| 1945 | 1953 | Frans P. Berckenhoff                                 |
| 1953 | 1956 | Remt Lourens Mellema                                 |
| 1956 | 1957 | Frans P. Berckenhoff                                 |
| 1959 | 1962 | François Tekelenburg                                 |
| 1962 | 1965 | Remt Lourens Mellema                                 |
| 1965 | 1968 | George M. van Veen                                   |
| 1968 | 1971 | Jacobus Johannes Edelkoort                           |
| 1971 | 1976 | Th. A. de Vries                                      |

Vrijmetselarij · Beginselen · Geschiedenis · Symbolen · Vrijmetselaarsloge · Ordegrondwet · Obediëntie · Regulariteit en irregulariteit · Ritus · Graden · Grootmeester · Gemengde vrijmetselarij · Para-vrijmetselarij · Antivrijmetselarij · Vrijmetselarij in Nederland · Vrijmetselarij in België · Internationale vrijmetselarij
>>> Meer info op Portaal:Vrijmetselarij <<<